# Indotritia
Indotritia – rodzaj roztoczy z kohorty mechowców i rodziny Oribotritiidae.
Rodzaj ten został opisany w 1929 roku przez Arthura Paula Jacota. Gatunkiem typowym wyznaczono Tritia krakatauensis.
Mechowce te mają tarczki wentralne częściowo zlane z analnymi, natomiast od tarczek genitalnych oddzielone szwem. Szczeciny notogastralne obecne w liczbie 14 par.
Rodzaj kosmopolityczny.
Należą tu 32 opisane gatunki, zgrupowane w 3 podrodzajach:
- Indotritia (Afrotritia) Mahunka, 1988
- Indotritia (Indotritia) Jacot, 1929
- Indotritia (Zeaotritia) Mahunka, 1988